# Iomega Zip
Iomega Zip — семейство накопителей на гибких магнитных дисках, аналоги дискет, имеющие бо́льшую ёмкость. Разработаны компанией Iomega в конце 1994. Носители первого поколения накопителей  имели ёмкость около 100 мегабайт, в накопителях второго и третьего поколения ёмкость носителей была увеличена до 250 и 750 мегабайт соответственно.
Формат стал самым популярным в семействе super-floppy, но так и не получил такого же статуса, как обычные 3,5-дюймовые дискеты. С начала 2000-х годов Zip начал вытесняться USB-флеш-накопителями и перезаписываемыми CD-RW и DVD-RW дисками, и к середине 2000-х практически перестал использоваться.
Бренд Zip также использовался для внутренних и внешних записывающих дисководов CD под названиями Zip-650 и Zip-CD.

## Общая информация

### Первое поколение: ZIP-100 (1994)
Носитель информации ёмкостью 100 663 296 байт (96 МБ).
Скорость передачи данных — около 1 МБ/с, время произвольного доступа — около 28 миллисекунд.
Внешний привод имел интерфейс LPT (разъём DB-25), в основном использовался с PC, или SCSI (такой же разъём), который был популярен среди пользователей Mac. Скорость передачи данных через интерфейс LPT определялась возможностями порта и, как правило, была ниже максимальной скорости привода. Внутренние приводы имели интерфейс IDE или SCSI.

### Второе поколение: ZIP-250 (1999)
Диск имел ёмкость 250 640 384 байта (около 239 МБ).

### Третье поколение: ZIP-750 (2002)
Ёмкость диска около 750 МБ.
Внешний привод имел интерфейс USB 2.0 или FireWire.
Привод мог читать и писать диски 750 и 250 МБ, диски 100 МБ поддерживались в режиме только чтения.

## История
Появился в 1994 году и стал на некоторое время популярен, такие фирмы, как Dell и Apple включали встроенные Zip в свои компьютеры. Под влиянием несколько менее удобных, но более ёмких и дешёвых приводов и носителей CD-R/RW, а затем и DVD±R/RW продажи Zip резко пошли на спад в 2000 году и к 2003 году уменьшились в 4 раза. В дальнейшем спад продолжался и приблизительно к 2006—2007 году продажи практически прекратились, хотя устройства по-прежнему продолжали использоваться и выпускаться до 2010 года, что объяснялось преимуществом магнитных носителей по сравнению с оптическими в защите от механических повреждений.

## «Щелчки смерти»
На каждой дискете Zip имеются четыре позиционирующих дорожки, т. н. «Z-треки». Если привод не находил Z-треков, что могло случиться из-за неисправности диска (дорожки повреждены или стёрты магнитным полем) или привода (нарушена геометрия головок, головки повреждены), дисковод переводил головки в положение «парковки», а потом повторял попытку. Каждая парковка головки сопровождалась громким щелчком. Особенно громкими были щелчки на дешёвых приводах, не имевших амортизаторов. Такие периодические щелчки назывались «щелчками смерти». Эти щелчки не опасны для привода и для дискет, но означали, что что-то из них неисправно и подлежит замене. Бывало, что записанные полуисправным приводом дискеты не читались на нормальных дисководах, что вызывало слухи о «заразности» щелчков смерти.
Однако изредка возникали настоящие «заразные» щелчки — их причиной было механическое повреждение диска или привода. Так как диск вращался со скоростью 3000 об/мин, крупные заусенцы на диске могли оторвать головку, и дисковод уже не мог прочитать диск, что приводило к появлению щелчков. И если в дисковод с повреждённой таким образом головкой вставить исправную дискету, оторванная головка также может оставить на ней опасные заусенцы, которые могли повредить другой дисковод. Поэтому на отремонтированных либо заменённых по гарантии дисководах наносились надписи, призывающие проверять исправность дискеты перед вставкой в привод.